# Quiina duckei
Quiina duckei är en tvåhjärtbladig växtart som beskrevs av João Murça Pires. Quiina duckei ingår i släktet Quiina och familjen Ochnaceae. Inga underarter finns listade i Catalogue of Life.